# Henry Gage, VI visconte Gage
Henry Rainald Gage, VI visconte Gage (30 dicembre 1895 – 27 febbraio 1982) è stato un nobile irlandese.

## Biografia
Era il figlio di Henry Gage, V visconte Gage, e di sua moglie, Leila Georgina Peel. Frequentò Eton College e il Christ Church.

## Carriera
Servì nella prima guerra mondiale come capitano della Coldstream Guards, prendendo azione sia in Francia e in Belgio. Ricoprì la carica di Sottosegretario privato (1924-1929) e Segretario di Stato in India e di Lord-in-Waiting.
Nel 1931, Gage donò carte e lettere scritte tra il 1758 e il 1764 del suo famoso parente il generale Sir Thomas Gage alla William L. Clements Library di Ann Arbor, Michigan. Tra il 1958 e il 1965 donò lettere e documenti del vice ammiraglio Sir Peter Warren alla Società Archeologica del Sussex.
All'inizio della seconda guerra mondiale la famiglia si trasferì in una casa più piccola e più vicina alla Southover girls' school a Lewes. 

## Matrimoni

### Primo matrimonio
Sposò, il 26 febbraio 1931, Alexandra Grenfell (1905-3 gennaio 1969), figlia di William Grenfell, I barone Desborough e di Ethel Grenfell, baronessa Desborough. Ebbero tre figli:
- George Gage, VII visconte Gage (8 luglio 1932-1993);
- Henry Gage, VIII visconte Gage (9 aprile 1934);
- Camilla Jane Gage (12 luglio 1937)[1], sposò Sir Edward Cazalet, non ebbero figli.

### Secondo matrimonio
Sposò, il 14 gennaio 1971, Diana Cavendish (15 settembre 1909-1992), figlia di Sir Richard Cavendish. Non ebbero figli.

## Morte
Morì il 27 febbraio 1982, all'età di 86 anni.

## Ascendenza
|                                         |                    |                                         | Genitori                                |  |  | Nonni |  |  | Bisnonni                     |  |  | Trisnonni                     |  |
|                                         |                    |                                         |                                         |  |  |       |  |  | Henry Gage, IV visconte Gage |  |  | Henry Gage, III visconte Gage |  |
|                                         |                    |                                         |                                         |  |  |       |  |  | Henry Gage, IV visconte Gage |  |  | Henry Gage, III visconte Gage |  |
|                                         |                    | Susannah Maria Skinner                  |                                         |  |  |       |  |  | Henry Gage, IV visconte Gage |  |  |                               |  |
| Henry Edward Hall Gage                  |                    |                                         |                                         |  |  |       |  |  | Henry Gage, IV visconte Gage |  |  |                               |  |
|                                         |                    | Elizabeth Maria Foley                   | Edward Foley                            |  |  |       |  |  |                              |  |  |                               |  |
|                                         |                    | Elizabeth Maria Foley                   | Edward Foley                            |  |  |       |  |  |                              |  |  |                               |  |
|                                         |                    | Elizabeth Maria Foley                   | Anna Maria Hodgetts                     |  |  |       |  |  |                              |  |  |                               |  |
| Henry Gage, V visconte Gage             |                    | Elizabeth Maria Foley                   |                                         |  |  |       |  |  |                              |  |  |                               |  |
|                                         |                    | Charles Knightley, II baronetto         | Charles Knightley                       |  |  |       |  |  |                              |  |  |                               |  |
|                                         |                    | Charles Knightley, II baronetto         | Charles Knightley                       |  |  |       |  |  |                              |  |  |                               |  |
|                                         |                    | Charles Knightley, II baronetto         | Elizabeth Boulton                       |  |  |       |  |  |                              |  |  |                               |  |
| Sophia Selina Knightley                 |                    | Charles Knightley, II baronetto         |                                         |  |  |       |  |  |                              |  |  |                               |  |
|                                         |                    | Selina Mary Hervey                      | Felton Lionel Hervey                    |  |  |       |  |  |                              |  |  |                               |  |
|                                         |                    | Selina Mary Hervey                      | Felton Lionel Hervey                    |  |  |       |  |  |                              |  |  |                               |  |
|                                         |                    | Selina Mary Hervey                      | Selina Mary Elwill                      |  |  |       |  |  |                              |  |  |                               |  |
| Henry Gage, VI visconte Gage            |                    | Selina Mary Hervey                      |                                         |  |  |       |  |  |                              |  |  |                               |  |
|                                         | William Yates Peel | Robert Peel, I baronetto                |                                         |  |  |       |  |  |                              |  |  |                               |  |
|                                         | William Yates Peel | Robert Peel, I baronetto                |                                         |  |  |       |  |  |                              |  |  |                               |  |
|                                         | William Yates Peel | Ellen Yates                             |                                         |  |  |       |  |  |                              |  |  |                               |  |
| Frederick Peel                          | William Yates Peel |                                         |                                         |  |  |       |  |  |                              |  |  |                               |  |
|                                         |                    | Jane Elizabeth Moore                    | Stephen Moore, II conte Mount Cashell   |  |  |       |  |  |                              |  |  |                               |  |
|                                         |                    | Jane Elizabeth Moore                    | Stephen Moore, II conte Mount Cashell   |  |  |       |  |  |                              |  |  |                               |  |
|                                         |                    | Jane Elizabeth Moore                    | Margaret King                           |  |  |       |  |  |                              |  |  |                               |  |
| Leila Georgina Peel                     |                    | Jane Elizabeth Moore                    |                                         |  |  |       |  |  |                              |  |  |                               |  |
|                                         |                    | Thomas Hanbury-Tracy, II barone Sudeley | Charles Hanbury-Tracy, I barone Sudeley |  |  |       |  |  |                              |  |  |                               |  |
|                                         |                    | Thomas Hanbury-Tracy, II barone Sudeley | Charles Hanbury-Tracy, I barone Sudeley |  |  |       |  |  |                              |  |  |                               |  |
|                                         |                    | Thomas Hanbury-Tracy, II barone Sudeley | Henrietta Susanna Tracy                 |  |  |       |  |  |                              |  |  |                               |  |
| Adelaide Frances Isabella Hanbury-Tracy |                    | Thomas Hanbury-Tracy, II barone Sudeley |                                         |  |  |       |  |  |                              |  |  |                               |  |
|                                         |                    | Emma Elizabeth Alicia Dawkins-Pennant   | George Hay Dawkins-Pennant              |  |  |       |  |  |                              |  |  |                               |  |
|                                         |                    | Emma Elizabeth Alicia Dawkins-Pennant   | George Hay Dawkins-Pennant              |  |  |       |  |  |                              |  |  |                               |  |
|                                         |                    | Emma Elizabeth Alicia Dawkins-Pennant   | Sophia Maria Maude                      |  |  |       |  |  |                              |  |  |                               |  |
|                                         |                    | Emma Elizabeth Alicia Dawkins-Pennant   |                                         |  |  |       |  |  |                              |  |  |                               |  |